# Раштани (Кичево)
Раштани (мкд. Раштани) су насеље у Северној Македонији, у западном делу државе. Раштани припадају општини Кичево.

## Географија
Насеље Раштани је смештено у западном делу Северне Македоније. Од најближег већег града, Кичева, насеље је удаљено 6 km северозападно.
Раштани се налазе у историјској области Кичевија, око града Кичева. Село се сместило у на југоисточним падинама планине Бистре, док се југоисточно од насеља пружа Кичевско поље. Надморска висина насеља је приближно 750 метара.
Клима у насељу планинска због знатне надморске висине.

## Историја
Према подацима из 1873. године, село је имало 12 домаћинстава, у којима је живело 38 становника хришћанске вероисповести. Према подацима Васила Кнчова из 1900. године, у селу је живело 288 становника хришћанске вероисповести.
У месту је била српска народна школа између 1878-1887. године, тада у њој ради учитељ Ђорђе.
На етничкој карти Севрозападне Македоније израђеној 1929. године Афанасиј Селишчев је приказао Раштане као бугарско село.

## Становништво
Раштани су према последњем попису из 2002. године имали 1.063 становника,.
Етнички састав:
| Националност | Укупно       |
| Македонци    | 679 (63,88%) |
| Албанци      | 198 (18,63%) |
| Роми         | 132 (12,42%) |
| Турци        | 24 (2,26%)   |
| Срби         | 2 (0,19%)    |
| Цинцари      | 1 (0,09%)    |
| остали       | 27 (2,54%)   |

Претежна вероисповест месног становништва је православље, а мањинска ислам.